# Bassus nigrisoma
Bassus nigrisoma är en stekelart som beskrevs av Simbolotti och Van Achterberg 1992. Bassus nigrisoma ingår i släktet Bassus och familjen bracksteklar. Inga underarter finns listade.